# Schatzinseln
Schatzinseln (Originaltitel Treasure Islands: Uncovering the Damage of Offshore Banking and Tax Havens) ist ein Buch des politischen Analysten und Mitglieds des Royal Institute of International Affairs Nicholas Shaxson über die geheime Rolle von Offshore-Finanzplätzen und Steueroasen in der globalen Wirtschaft. Das Buch wurde am 6. Januar 2011 mit Unterstützung der internationalen Nichtregierungsorganisation Tax Justice Network veröffentlicht.

## Rezeption
Die Irish Times bezeichnen Treasure Islands (Originaltitel) als hervorragendes Buch, das die desaströsen Auswirkungen der Steuervermeidung multinationaler Konzerne auf die globale Politik und das menschliche Wohl aufzeigt. The Guardian nannte es das „vermutlich wichtigste Buch, das bis dato in diesem Jahr in Großbritannien erschienen ist“. Eine Zusammenfassung der überwiegend positiven Kritiken findet sich auf der Treasure Islands Webseite.

## Verfilmung
Ein auf dem Buch basierender Dokuthriller mit dem Namen „Cashback“ sollte im Jahr 2012 erscheinen, wurde aber Anfang 2011 abgesagt. Regie sollten die beiden britischen Brüder und Filmemacher Marc und Nick Francis führen, die bereits für die Verfilmung des preisgekrönten Films Black Gold verantwortlich zeichnen.

## Buchveröffentlichung
- Schatzinseln: Wie Steueroasen die Demokratie untergraben. Rotpunktverlag, Zürich 2011, ISBN 978-3-85869-460-7.